# Astiphromma petiolatum
Astiphromma petiolatum là một loài tò vò trong họ Ichneumonidae.